# Centrum Handlowe Focus w Bydgoszczy
Centrum Handlowe Focus w Bydgoszczy (wcześniej Centrum Handlowe Focus Mall) – centrum handlowo-usługowo-rozrywkowe, drugie w Bydgoszczy i jedno z największych w Polsce. Mieści się w nim 140 sklepów i punktów usługowych, 13 salowy multipleks Cinema City. Centrum ma 90 000 m² powierzchni, w tym 42 000 m² powierzchni najmu brutto (GLA). Do 2006 roku w tym miejscu znajdowały się Bydgoskie Zakłady Mięsne. Centrum Handlowe Focus zostało oddane do użytku 23 kwietnia 2008 roku. Ponadto posiada dwupoziomowy parking na około 900 samochodów.

## Lokalizacja
Centrum Handlowe Focus jest położone przy jednej z głównych ulic Bydgoszczy – ulicy Jagiellońskiej, w centrum miasta. Wjazdy na parking oraz główne wejścia znajdują się z dwóch stron – od ul. Jagiellońskiej oraz ul. ks. Ludwika Sieńki.

## Galeria

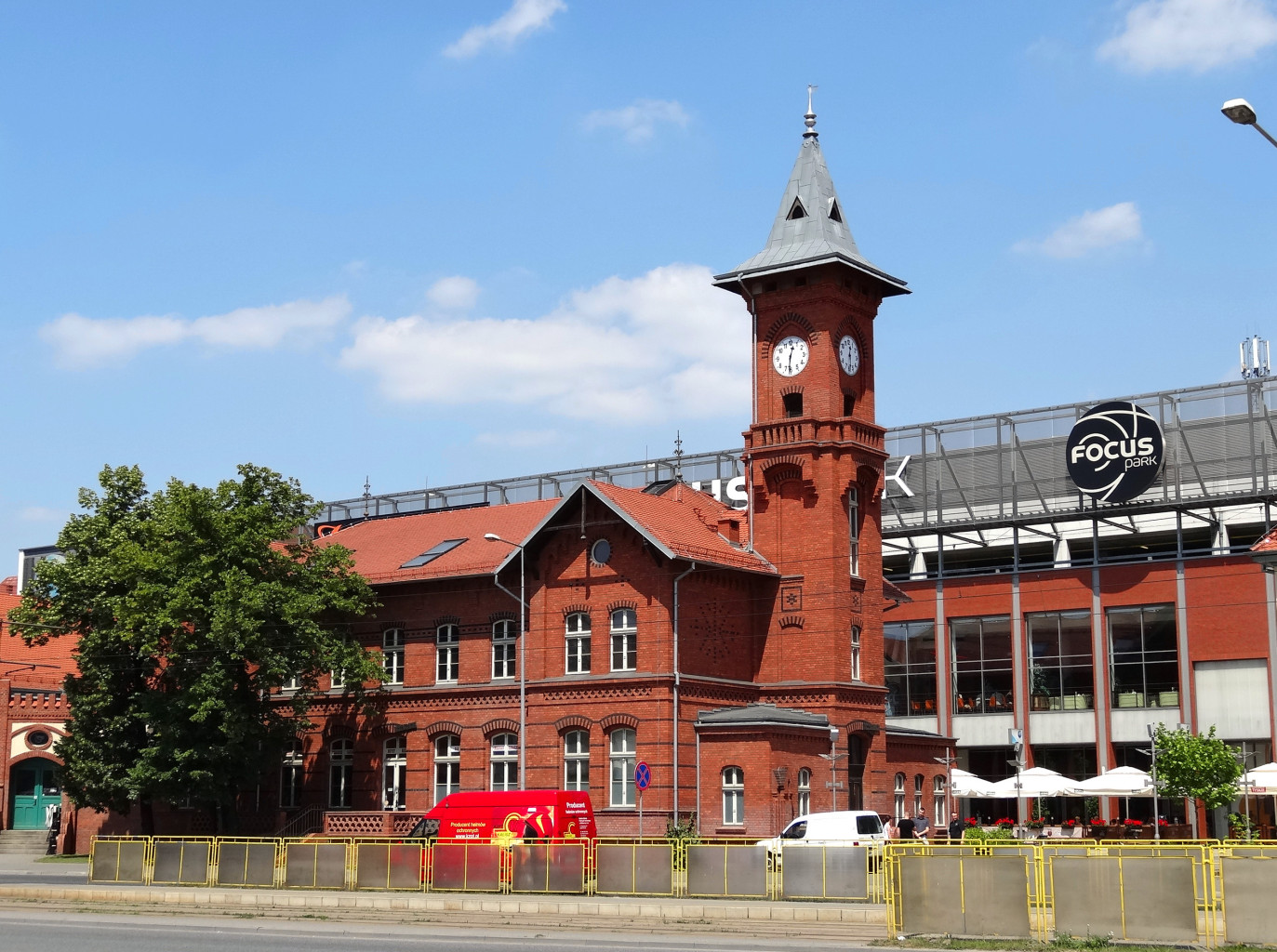
Zabytkowe obiekty administracyjne dawnej rzeźni miejskiej
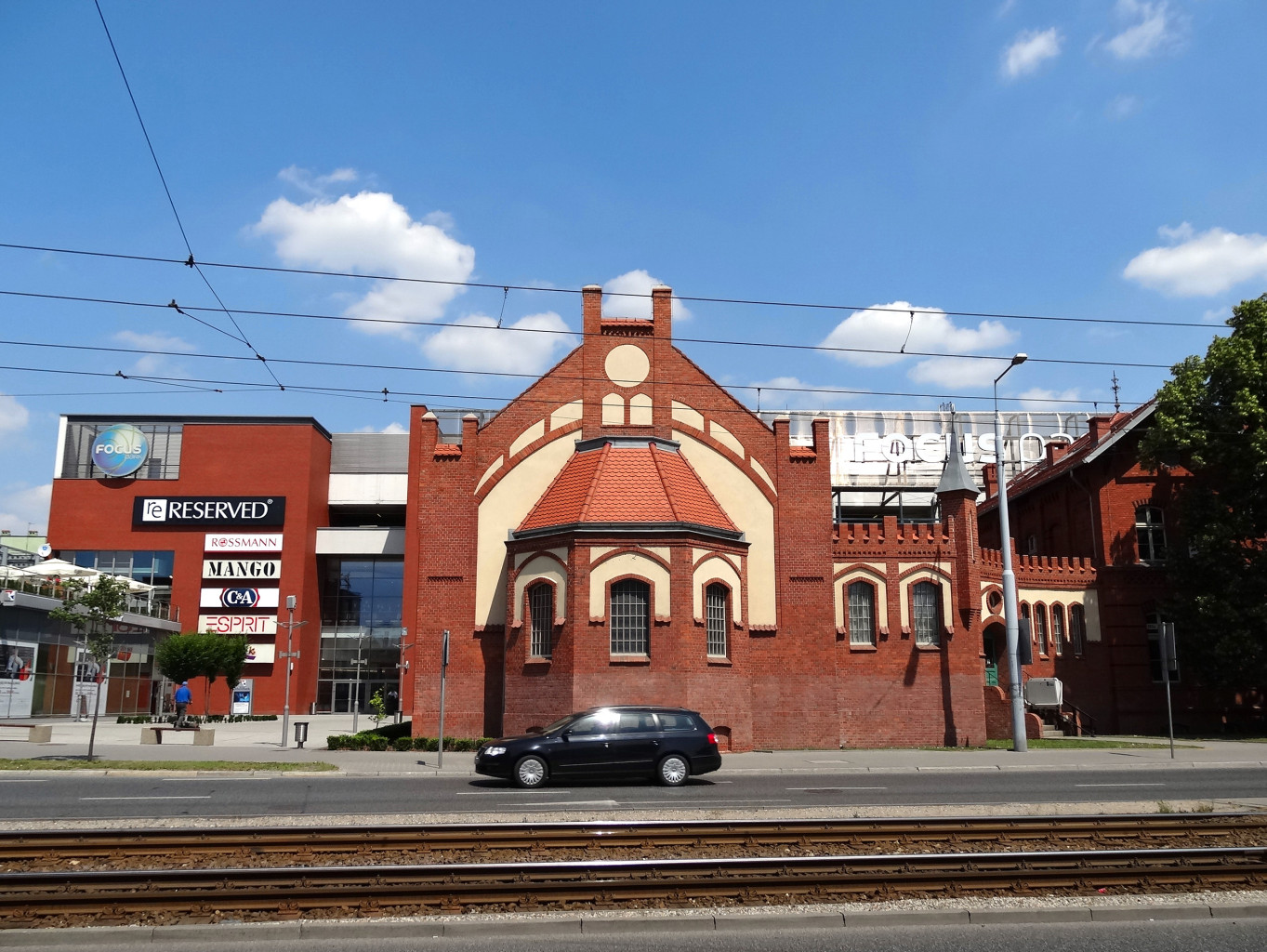
Obiekty administracyjne
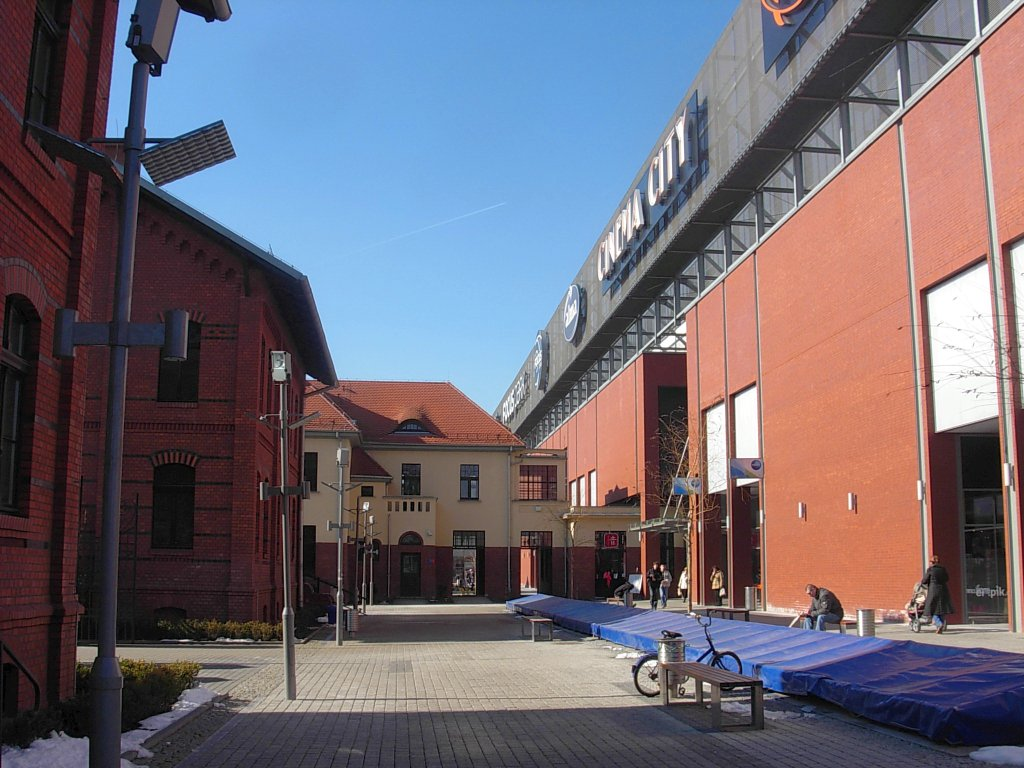
Plac przed wejściem do centrum handlowego
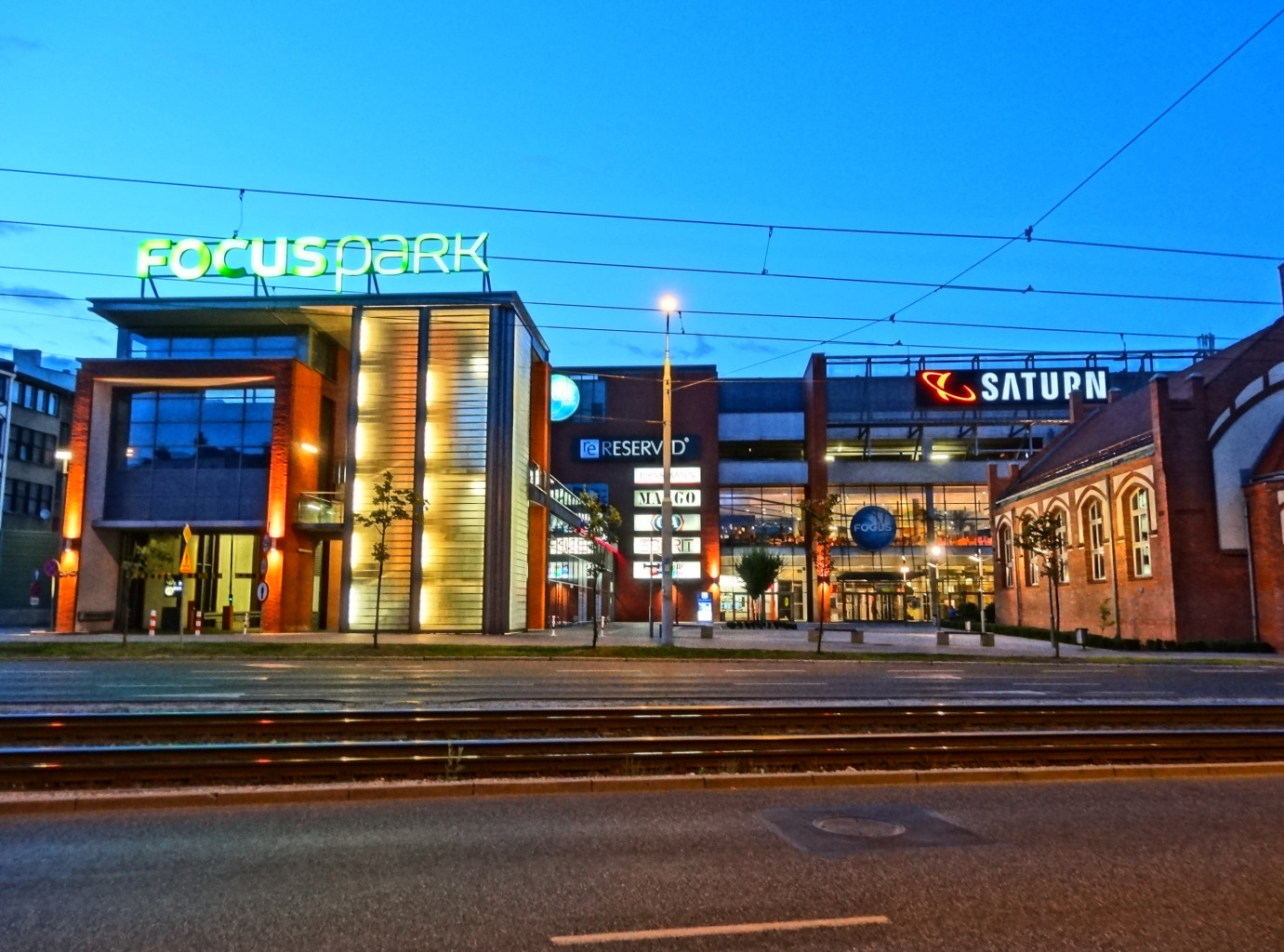
Wieczorem
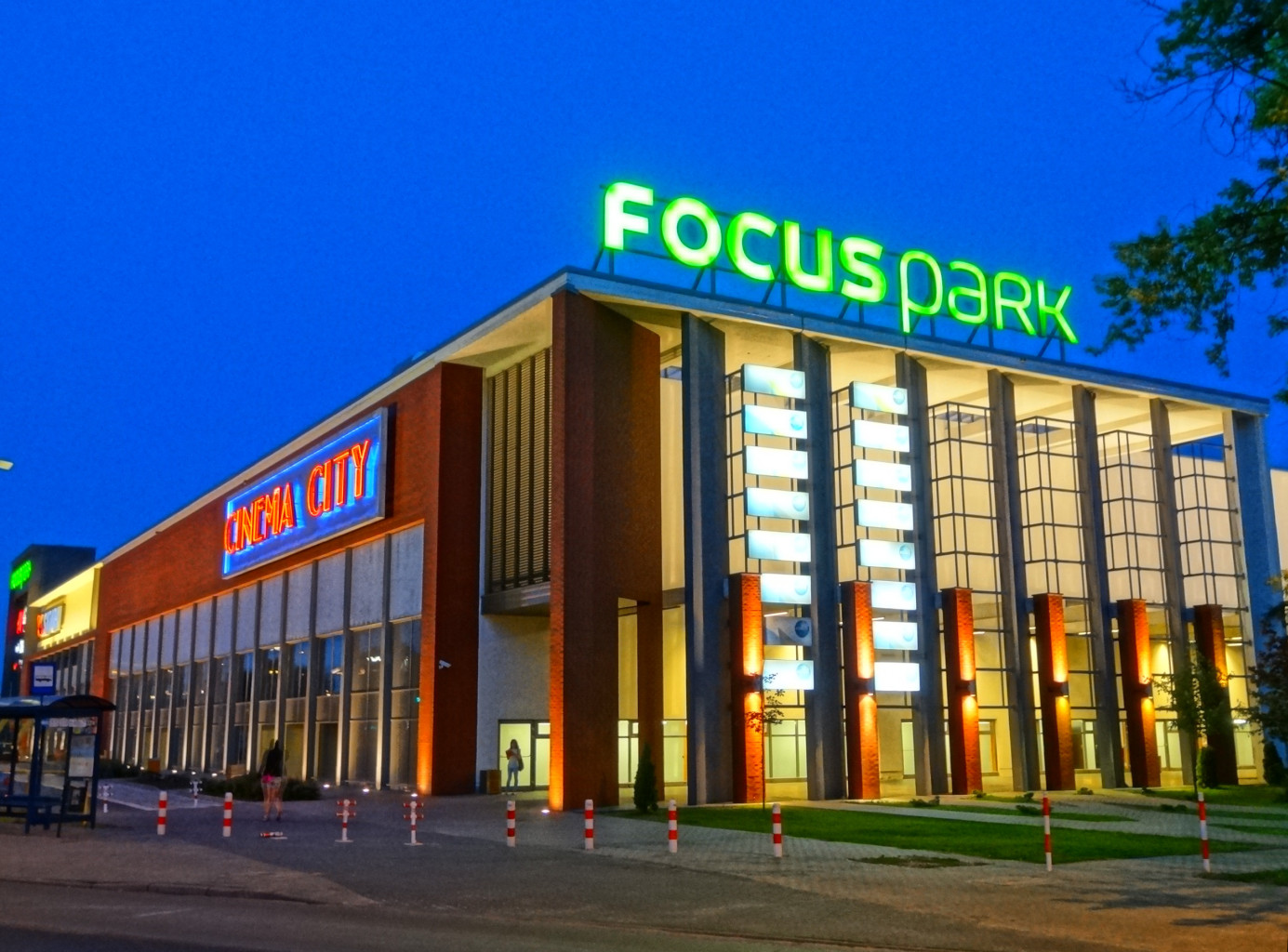
Widok od ronda Ossolińskich
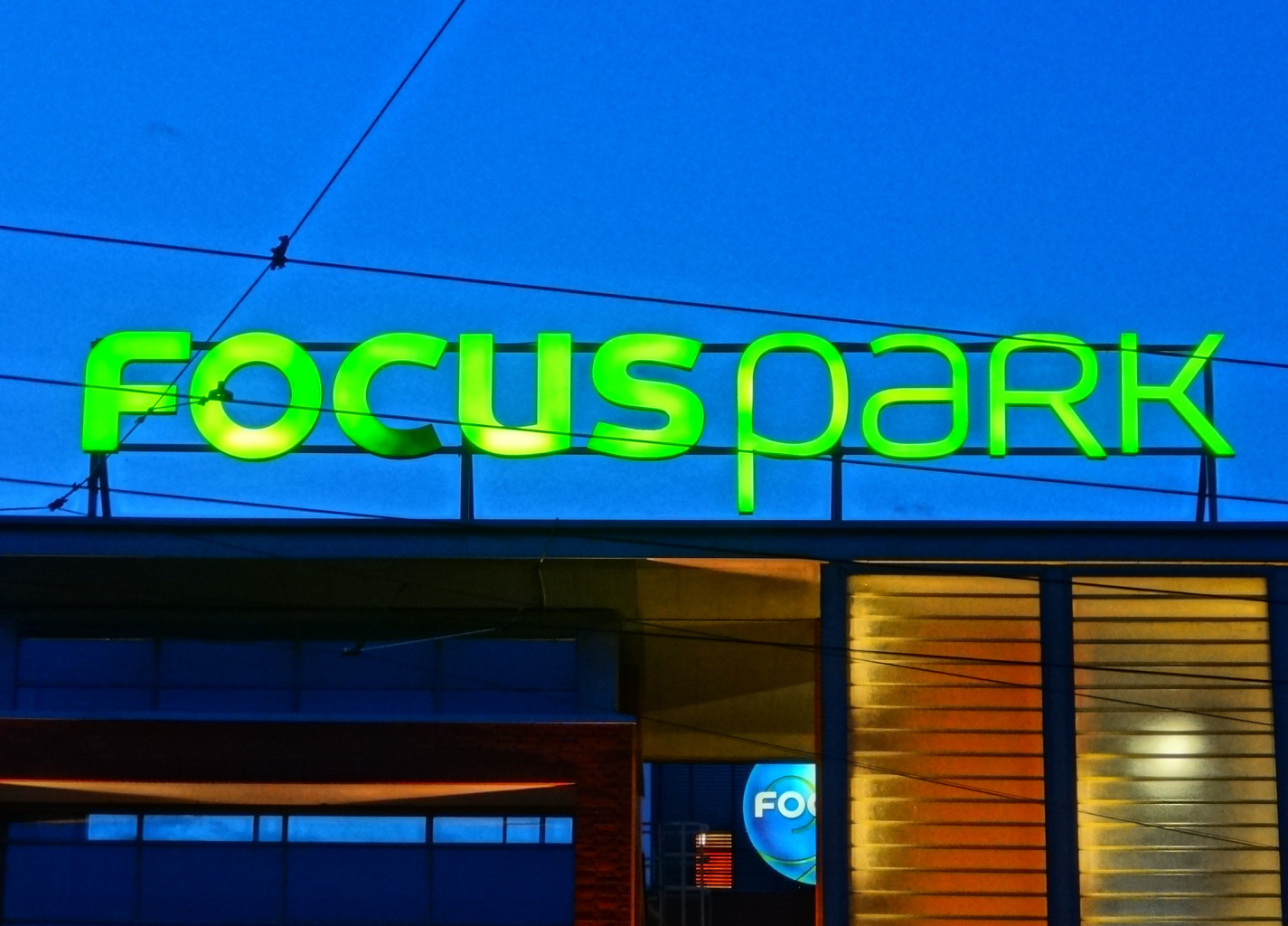
Neon
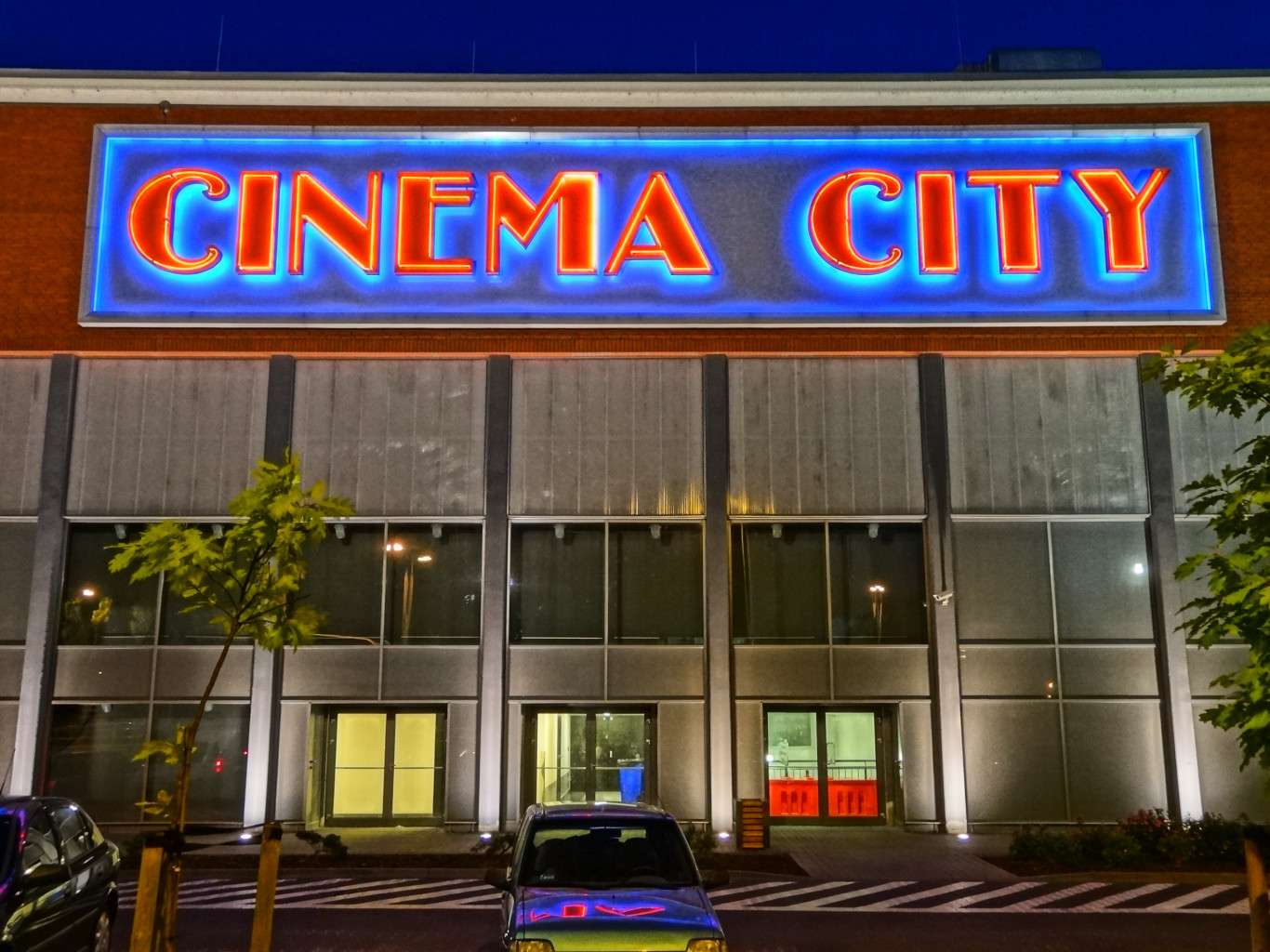
Multipleks kinowy
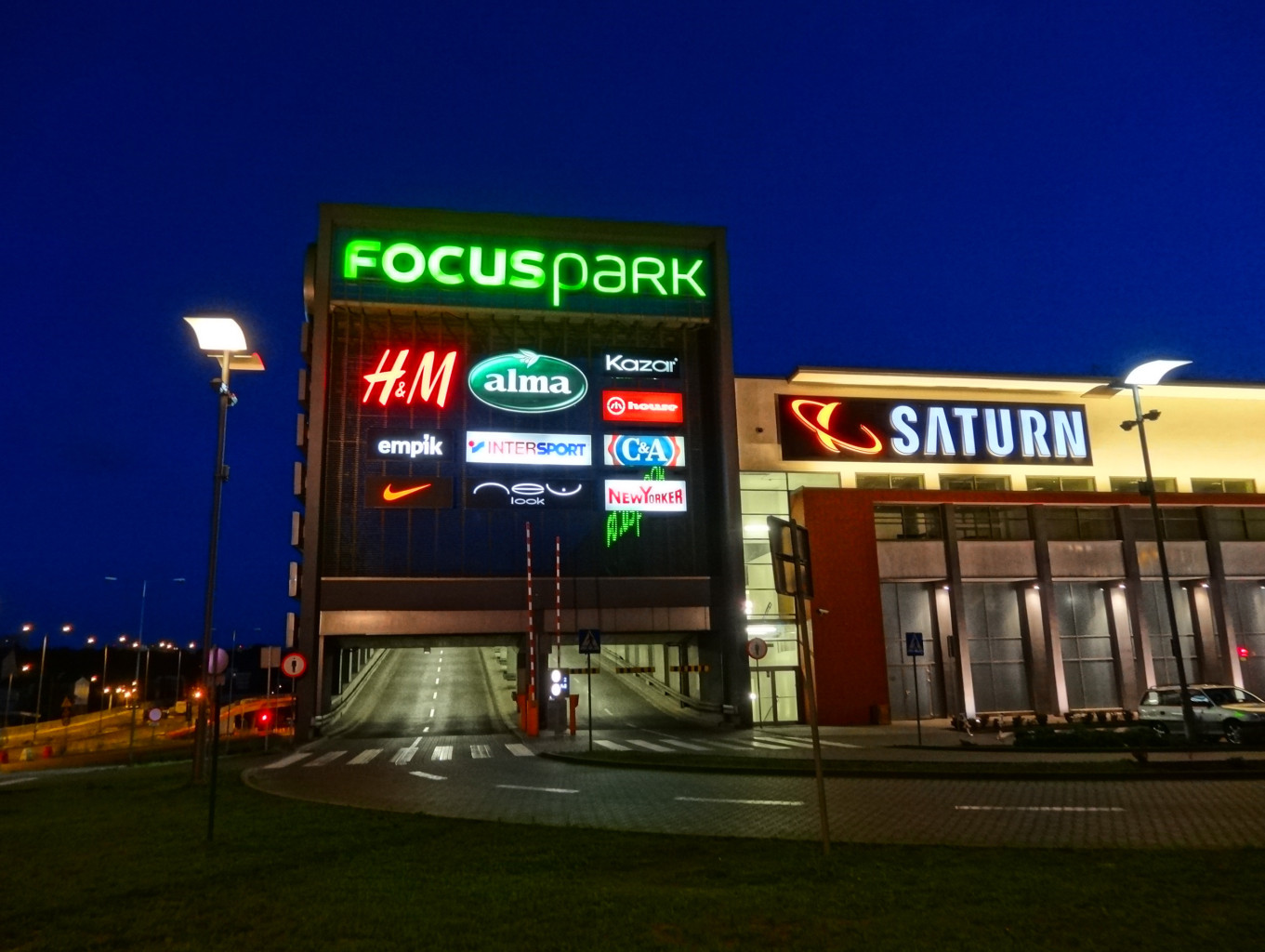
Nocą